# Rzecz czarnoleska (wiersz)

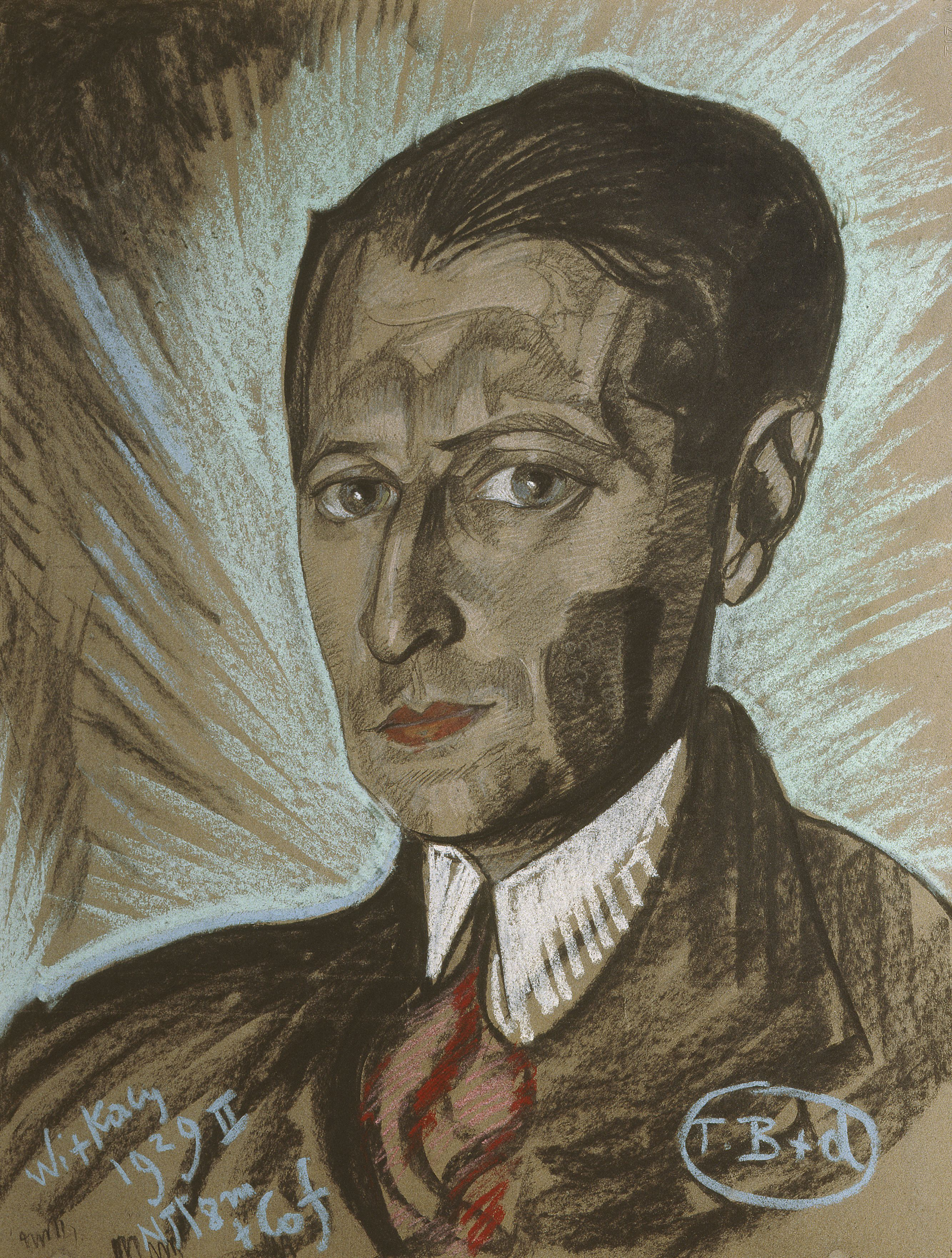
Tuwim na portrecie Witkacego z 1929

Rzecz czarnoleska – wiersz programowy Juliana Tuwima pochodzący z klasycystycznego tomu pod tym samym tytułem wydanego w 1929.
Tytuł utworu nawiązuje do wiersza Cypriana Kamila Norwida pt.  Moja piosnka (I): „Czarnoleskiej ja rzeczy / Chcę – ta serce uleczy”; jednocześnie odnosi się także do Jana Kochanowskiego. Zdaniem Romana Kołonieckiego Rzecz czarnoleska zapoczątkowała wpływ twórczości Norwida na polską poezję współczesną; Michał Głowiński, powołując się na esej Kazimierza Wyki pt. Rzecz czarnoleska, uznaje tę opinię za błędną . Zdaniem Piotra Matywieckiego „jest coś z katartycznego i sakralnego przeżycia, kiedy poeta «trafia» słowem w «rzecz», kiedy, jak w Rzeczy czarnoleskiej «bezmiar tworzywa / Sam się układa w swoją ostateczność / I woła, jak się nazywa»”.